# 马卡伊巴
马卡伊巴（葡萄牙語：Macaíba）是巴西北大河州的一个市镇。总面积512.487平方公里，总人口63333人，人口密度123.6人/平方公里。